# Daniel Nys
Daniel Nijs (Wesel, 1572 – Londra, 1647) è stato un mercante d'arte fiammingo.

## Biografia

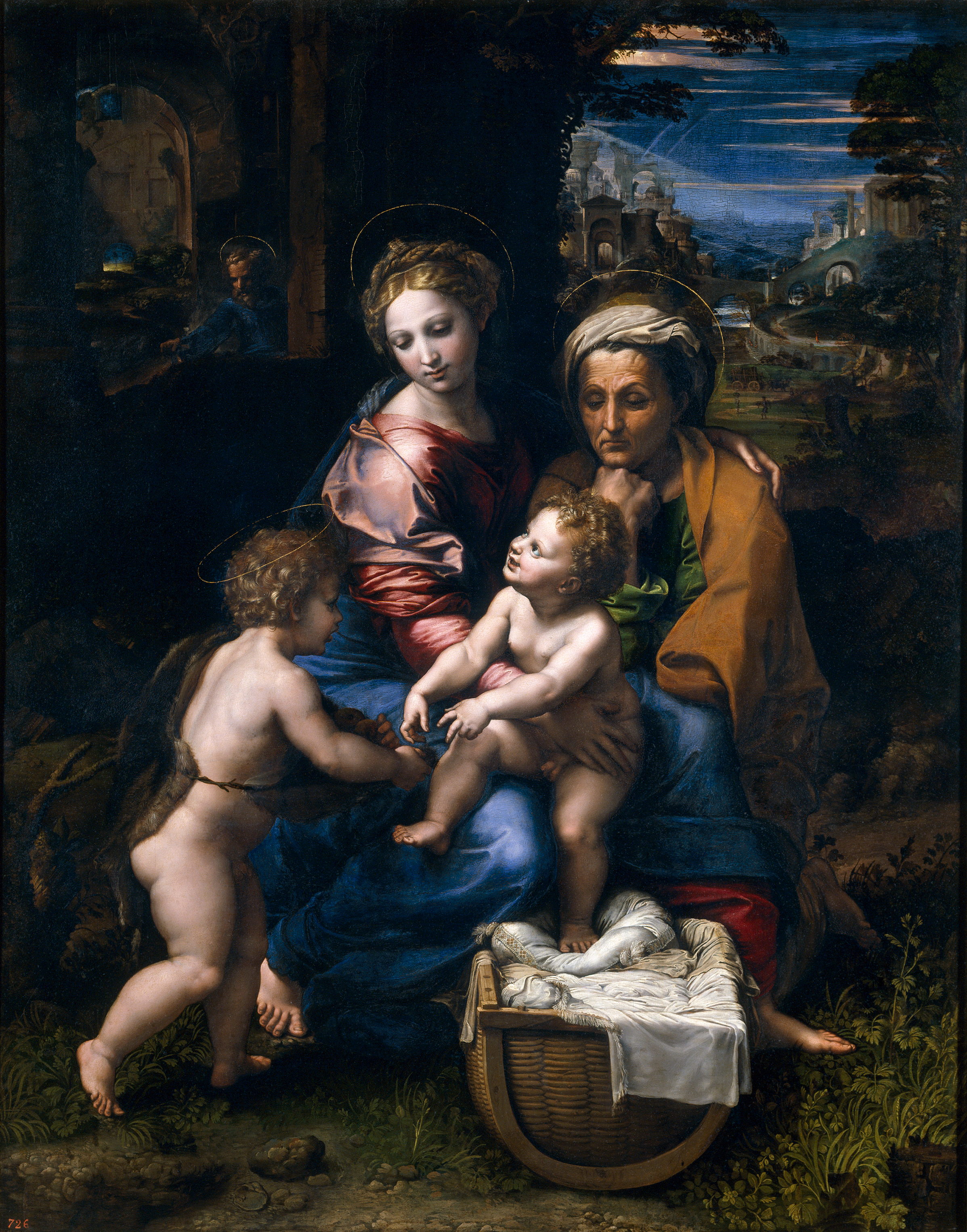
Giulio Romano, Madonna della Perla, 1518-1520, Museo del Prado, Madrid

Nacque da genitori protestanti belgi rifugiati in Germania e si trasferì nel 1596 a Venezia, dove lavorò nel commercio assieme ai cugini Gabry. Fece fortuna, tanto che nel 1615 possedeva un'importante collezione d'arte. Nel 1622 venne in contatto con Ferdinando Gonzaga, duca di Mantova. Nel 1627 il settimo duca di Mantova Vincenzo II Gonzaga, trovandosi in grave crisi economica, iniziò tramite la sua mediazione ad alienare per importi irrisori l'imponente collezione Gonzaga al re d'Inghilterra Carlo I Stuart. 
Tra le opere figuravano:
- La Perla, 1518-1520, di Giulio Romano, oggi al Museo del Prado, Madrid
- Undici Cesari, 1537-1539, di Tiziano, andati perduti nell'incendio dell'Alcázar a Madrid
- Madonna di Andrea del Sarto
- San Girolamo di Giulio Romano

La vendita delle opere, tra le quali Trionfi di Cesare di Andrea Mantegna, oggi ad Hampton Court, proseguì anche dopo la morte di Vincenzo II da parte del suo successore Carlo I di Gonzaga-Nevers.